# Andreas Johannes Orlovius
Andreas Johannes Orlovius (* 31. Dezember 1735 in Wilna; † 28. Februar 1788 in Königsberg i. Pr.) war ein deutscher Mediziner.

## Leben
Über die soziale Herkunft und ersten Bildungswege von Orlovius liegen keine verlässlichen Angaben vor. Vermutlich war er der Sohn des praktischen Mediziners in Wilna Dr. Georg Andreas Orlovius aus Eckersberg, der 1718 in Königsberg zum Doktor der Medizin promoviert wurde. Vermutlich hatte er auch das Gymnasium seiner Heimatstadt besucht. Sein Studium absolvierte er an der Albertus-Universität Königsberg, wo er sich am 5. März 1753 immatrikuliert hatte. Anfänglich wird er ein Grundstudium der philosophischen Wissenschaften absolviert und sich dann den medizinischen Wissenschaften zugewendet haben. Als Student der medizinischen Wissenschaften ließ er sich 1759 als Responent bei der vom außerordentlichen a.o. Professor der Medizin Johann Wilhelm Werner († 28. Februar 1762) abgehaltenen Dissertation Observationes quaedam, circa nonnulla remedia antepileptica usitatiora. nachweisen.
Nachdem er am 10. März 1761 mit der Inauguraldissertation Quaestionem pathologicam: suntne haemorrhoides morbus? disputiert hatte, wurde er am 12. März desselben Jahres zum Doktor der Medizin promoviert. Über die nachfolgenden Jahre liegen ebenfalls keine Informationen vor. Als gesichert gilt, dass er am 4. November 1765 an die Universität Königsberg berufen wurde, wo er am 19. März 1766 einen Lehrstuhl an der medizinischen Fakultät übernahm. Möglicherweise handelte es sich dabei um eine neu eingerichtete fünfte medizinische Professur. Dabei unterrichtete er Physiologie nach Albrecht von Haller, Chirurgie nach Joseph Jakob Plenck und Chemie.
Der bei den Studenten beliebte Hochschullehrer war allerdings in Königsberg nicht unangefochten. So verwehrte man ihm einen akademischen Aufstieg, nachdem ihm sein Kollege Johann Daniel Metzger in aller Öffentlichkeit Unfähigkeit unterstellt hatte. Dennoch bewahrte er sich auch in kritischen Zeiten einen kühlen Kopf. So hatte man ihn im Wintersemester 1779/80 zum Rektor der Alma Mater gewählt. Gerade zu jener Zeit traten in Königsberg die Epidemien von Masern und Röteln auf. So hatte es im Sommersemester 1780 Karl Andreas Christiani dahingerafft, so dass er im selben Semester dessen Aufgaben als Prorektor übernehmen musste.
Als auch im Wintersemester 1781/82 die eigentlichen Rektoren und Prorektoren wegstarben, musste er ebenfalls wieder dieses Amt bekleiden. In jener Eigenschaft hatte er sich so etabliert, dass man ihm im Wintersemester 1783/84 und 1787/88 abermals zum Rektor der Alma Mater wählte. Jedoch in seiner letzten Amtszeit ereilte ihn selbst der Tod. Orlovius hinterließ der Königsberger Universität ein Stipendium von 1000 Gulden zur Verpflegung der kranken Studenten im Collegium Albertinum (Königsberg) und 1300 Gulden für Stipendien.

## Werke
- Diss. inaug. de Quaestionem pathologicam: suntne haemorrhoides morbus? Königsberg 1761
- Diss. de plica Polonica. Königsberg 1766.
- Dissertatio chemico practica agens de incturis alcalinis. Königsberg 1766.
- Dissertatio chemico-medica agens: De magnesia Edinburgensi quae vulgo terra absorbens mineralis audit. Königsberg 1773.
- Progr. de utilitate sectionum anatomicarum. Königsberg 1781.
- Diss. de haemorrhagia oris. Königsberg 1781.
- Diss. de balneis frigidis, ad mercurii efficaciam adiuvandam, in curanda lue venerea adhibendis. Königsberg 1782.
- Diss. de plethora. Königsberg 1783.
- Diss. Praemissa de cortice peruviano rubro diatribe, lectiones cursorias ... Caroli Christophori Hoffmann ... habendas indicat. Königsberg 1783.
- Progr. de rubeolarum et morbillorum discrimine. Königsberg 1785.
- Progr. de haemorrhagia spontanea ex apice pollicis manus sinistrae. Königsberg 1786.
- Progr. Lectiones cursorias a...habendas, praemissa observatione, de insigni calculo felleo per alvum excreto, indicit. Königsberg 1787.